# 賭場

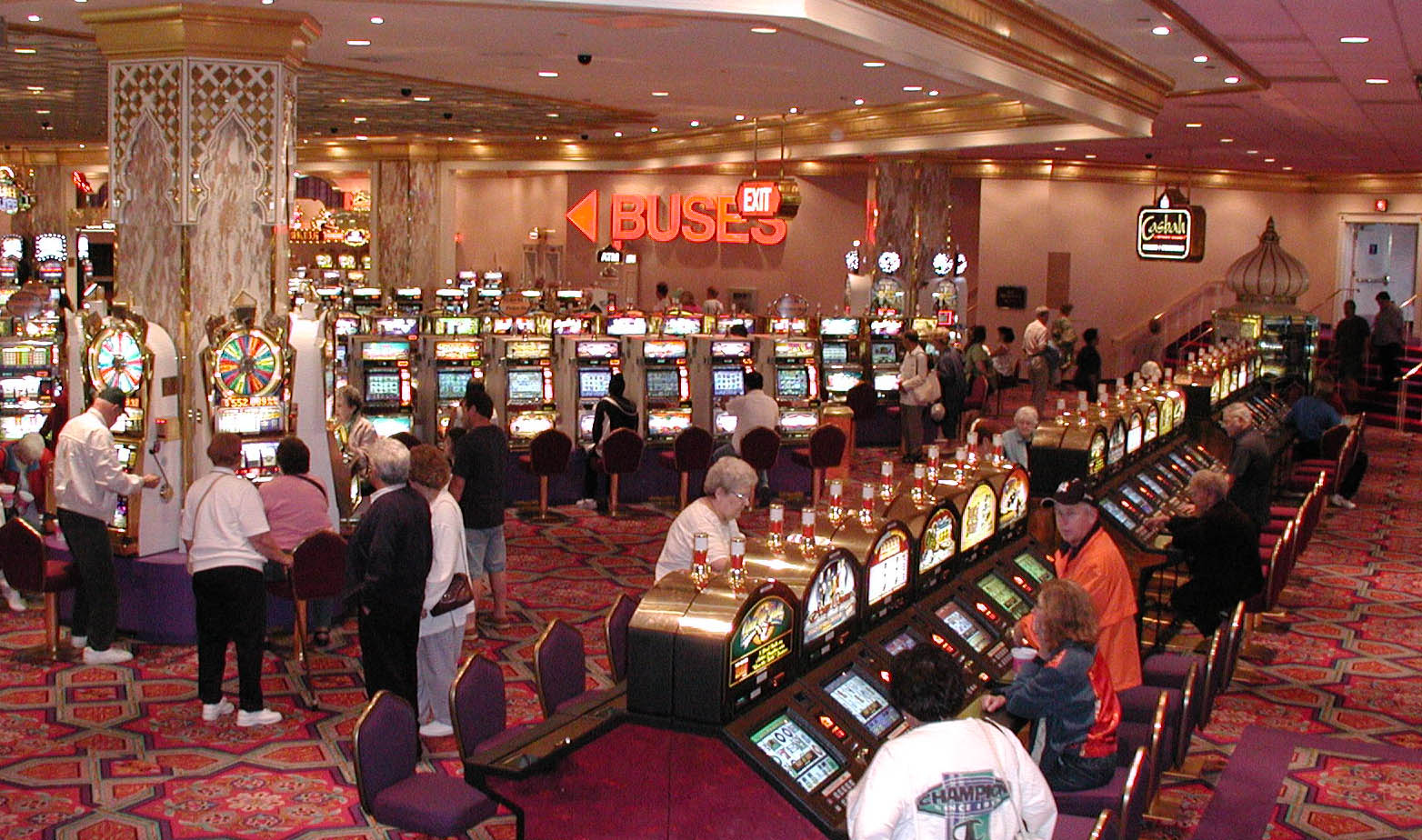
西式賭場一景

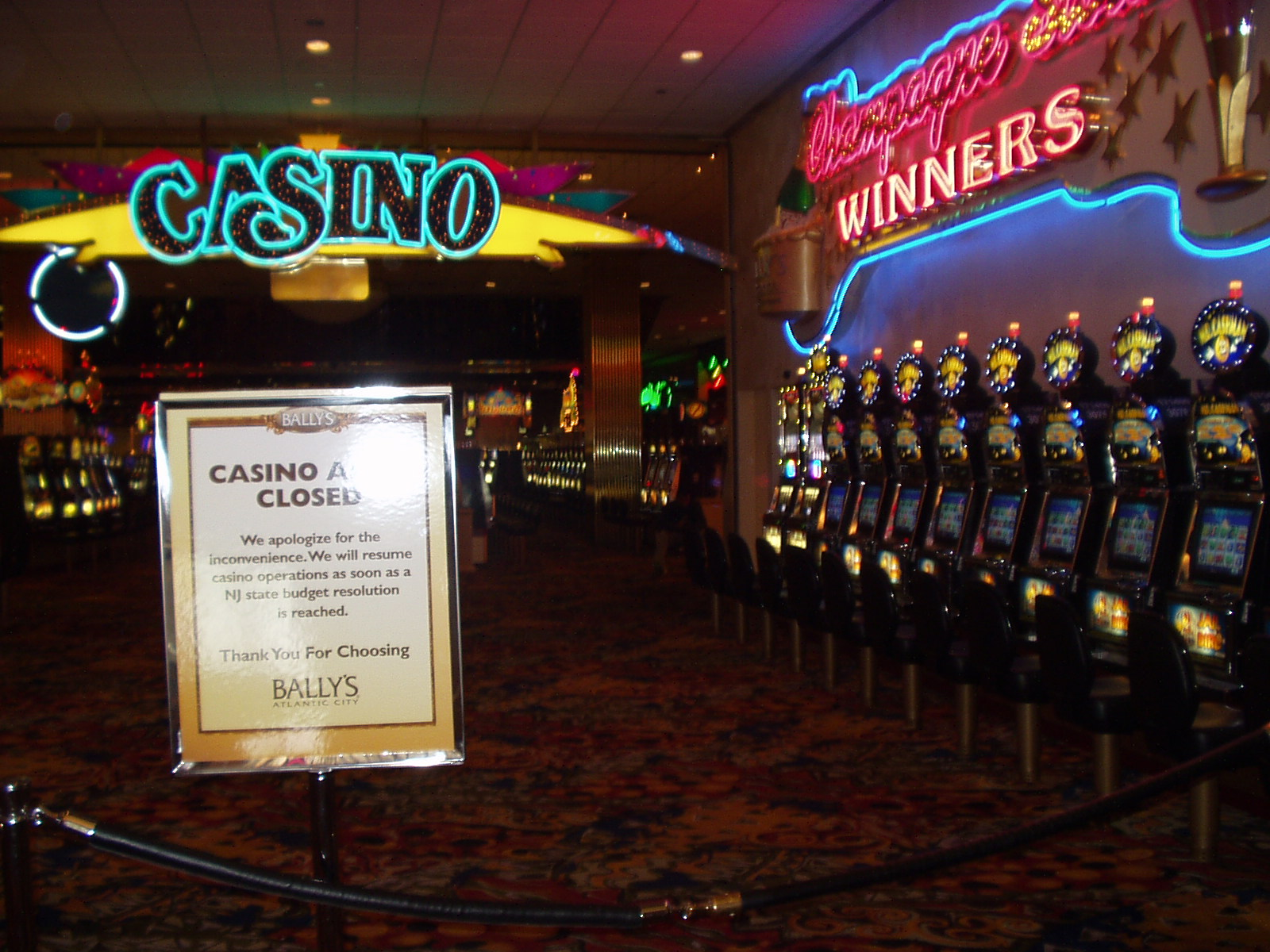
賭場招牌

賭場是專供賭博的场所，合法的赌场又稱娛樂場，而非法的赌场则稱為賭窟、賭坊或地下赌场。

## 玩法
賭場多數是提供賭客與賭場莊家的對賭。常見提供的博彩方法有：角子老虎機、廿一點、輪盤、百家樂等等；中國人參與多的賭場一般亦有骰寶、牌九、番攤等遊戲。正式賭場內分賭檯及賭廳計算單位，多為以現金換取籌碼再於賭檯上投注。
絕大部份的賭場遊戲規則令參與者所得的派彩期望值低於1，因此長遠來說只有賭場的東主才會贏錢，形成龐大的超額利潤。

## 設施
大賭場設施有如一家百貨公司，分門別類，吸引不同賭博遊戲的客人。賭場除了設置大廳，部分還會加設貴賓廳，供大額投注的豪客。
賭場內沒有時鐘，也沒有窗戶，亦會故意把燈光調到最適宜，讓人們不分晝夜地玩樂忘記了時間。

## 分類

### 赌城

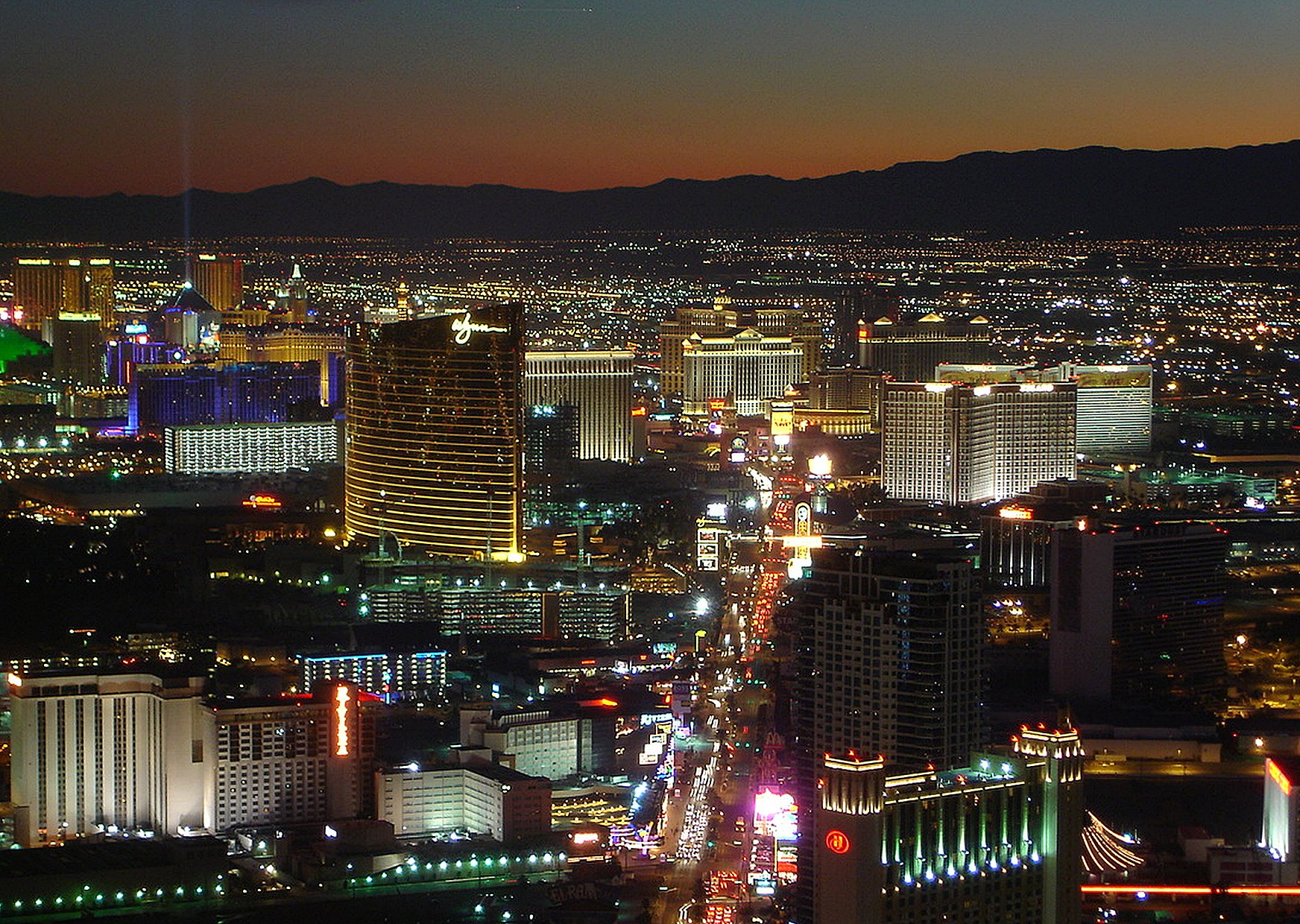
拉斯維加斯2007年鸟瞰

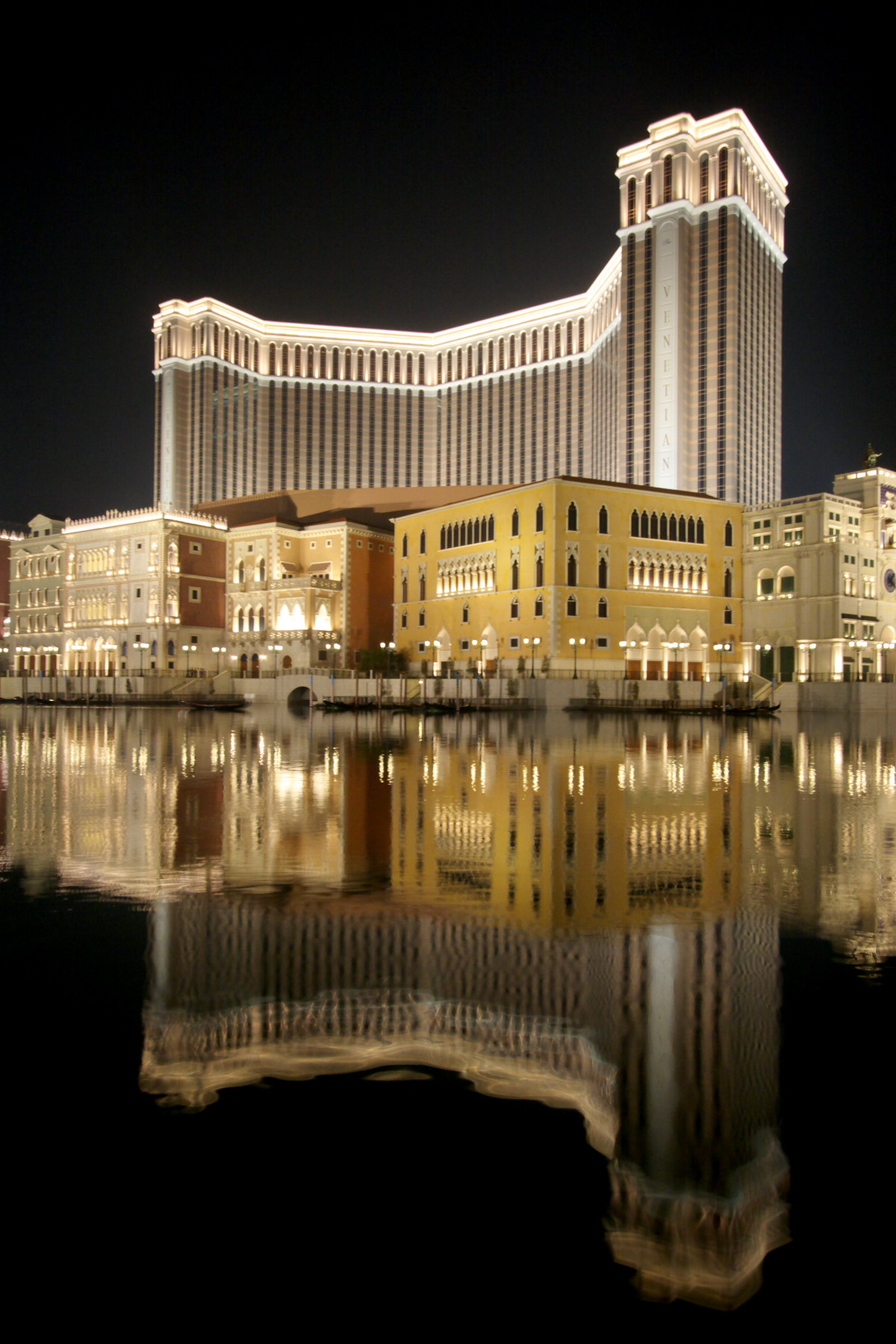
澳門威尼斯人度假村酒店夜景

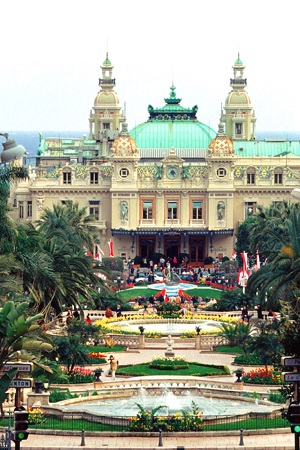
蒙特卡洛赌场

很多賭場結合富麗堂皇的裝修、24小時營業、五星級度假酒店、餐廳、歌舞表演等娛樂項目，並免費提供餐飲、免費交通工具接送等，著力吸引並留住有巨大投注能力的賭客。有些城市以賭場聞名於世，也常被稱為賭城，如拉斯維加斯、澳門和蒙特卡洛等。
澳門賭博業是由澳門政府支持，所收稅收是支撐整個澳門特區政府的財政收入、帶動經濟的巨輪，澳門高等院校亦設有賭場管理專業之課程。澳門威尼斯人是全世界最大的單一賭場、佔地1050萬平方呎。
而除了年齡限制之外，有些國家如日本還規定暴力團員也在禁止進入之列。

### 海上賭場

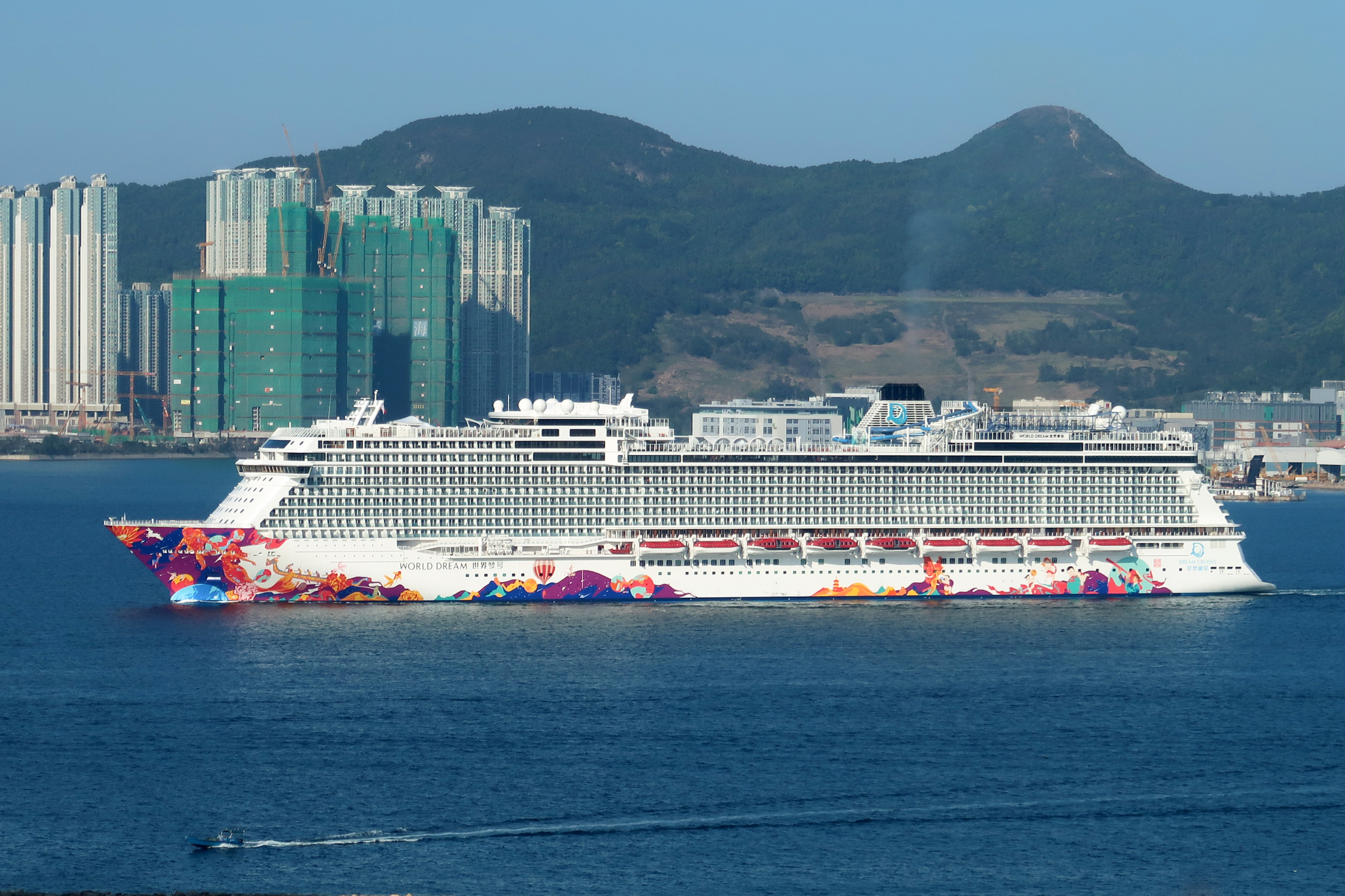
世界夢號（內有『海上雲頂世界』賭場）

不少國家是禁止經營賭場的，故衍生了设在豪华郵輪的赌场。此類赌场是在公海航行時運作，故不受到法律的管制。

### 地下赌场
目前不少國家法律禁止經營赌场，在這些國家开设的赌场皆有高利貸集團，属于不合法的地下赌场。地下赌场由於大多有官方或黑幫势力背景。現一般在較偏僻地方開設如邊境、或城市內的小型賭檔，以口耳相傳形式吸引顧客避免警察掃蕩。

### 網上賭場
網上賭場在台灣又稱線上娛樂城，是新興行業，但經營者未必合法經營，加上法律監管有困難，也因为如此，賭客受騙的風險會較大。相对于传统赌场，线上赌场的运营者更容易操纵赌局。

## 环保问题
现代的赌场，频繁更换赌具，例如每副扑克牌仅使用2-4小时即销毁，骰子 约8小时就要更换，全球年废弃骰盅超50万套，其中赌场贡献占比70%。赌具频繁更换加剧能源浪费同时，还引起环保问题，扑克牌材料以塑料涂层纸为主，难降解造成大量的垃圾，老虎机、电子赌桌等智能化设备更新周期从5-6年缩短至3-4年，主因技术迭代（如VR交互、区块链结算）和监管升级（如反洗钱系统）全球每年废弃赌场设备超10万台，含大量金属（钢铁、铝）、电子元件（电路板、芯片）和塑料，电路板含铅、汞、镉等重金属，电容器中的电解液可能泄漏污染土壤和水源，传统ABS塑料需500年降解，焚烧产生二噁英。